# Budynek dawnej plebanii w Łęcznej
Budynek dawnej plebanii w Łęcznej – drewniany budynek dawnej plebanii w Łęcznej zbudowany około 1858 roku przez księdza proboszcza Bolesława Wrześniewskiego.

## Historia
Budynek został zbudowany około 1858 roku przez księdza proboszcza Bolesława Wrześniewskiego, z przeznaczeniem na plebanię. W 1920 roku nabył go Wacław Kopiński, pierwszy po odzyskaniu niepodległości burmistrz Łęcznej. Obiekt został wpisany do rejestru zabytków 15 grudnia 1983 r.

## Architektura
Budynek drewniany, jednokondygnacyjny na wysokiej podmurówce (suterena), podpiwniczony, z mieszkalnym poddaszem, z trzema gankami oraz tarasem od strony południowej. Nakryty dachem dwuspadowym z wystawkami w połaciach. Zarówno wystawki, jak i szczyty ozdobione krzyżulcami ze sterczynami. Ściany drewniane konstrukcji zrębowej od wewnątrz tynkowane, od zewnątrz szalowane z elementami dekoracji laubzegowej oraz detalami wystroju o cechach stylu szwajcarskiego.
Rozkład pomieszczeń:
- Suterena: jeden pokój, pięć pomieszczeń kuchennych, dwie piwnice i spiżarnia.
- Parter: siedem pokoi, przedpokój.
- Poddasze: dwa pokoje.

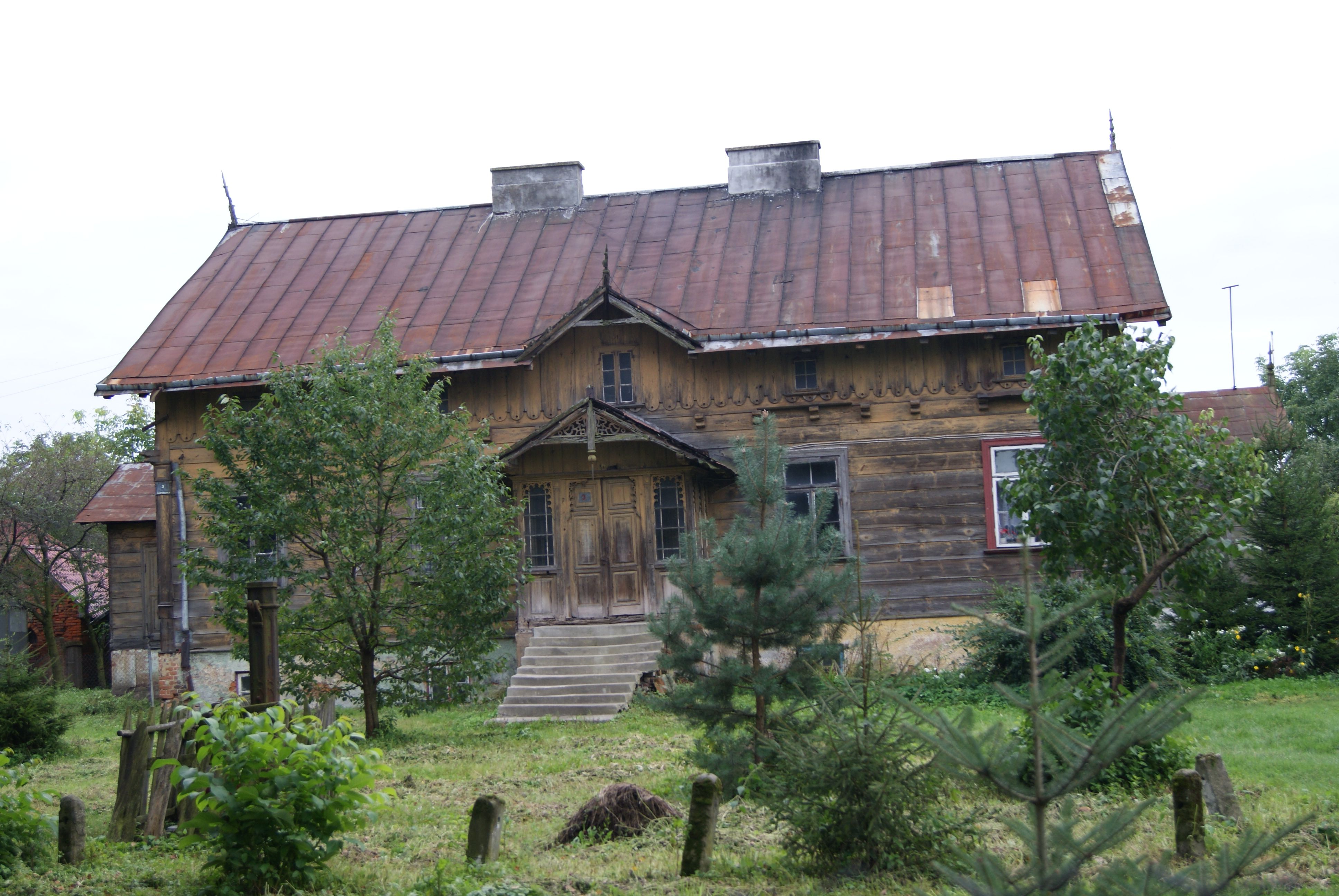
Budynek dawnej plebanii – front.
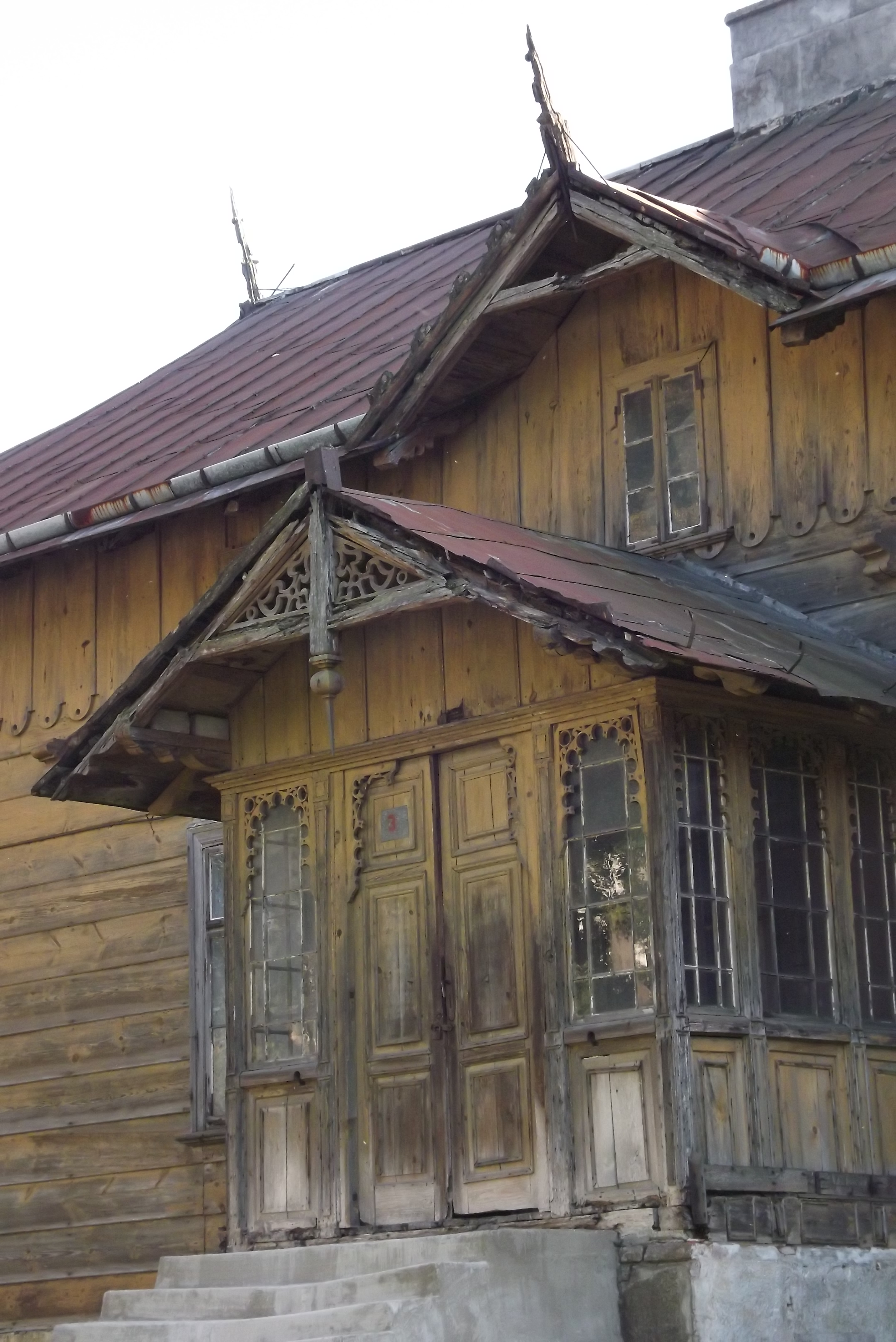
Budynek dawnej plebanii – jeden z ganków.
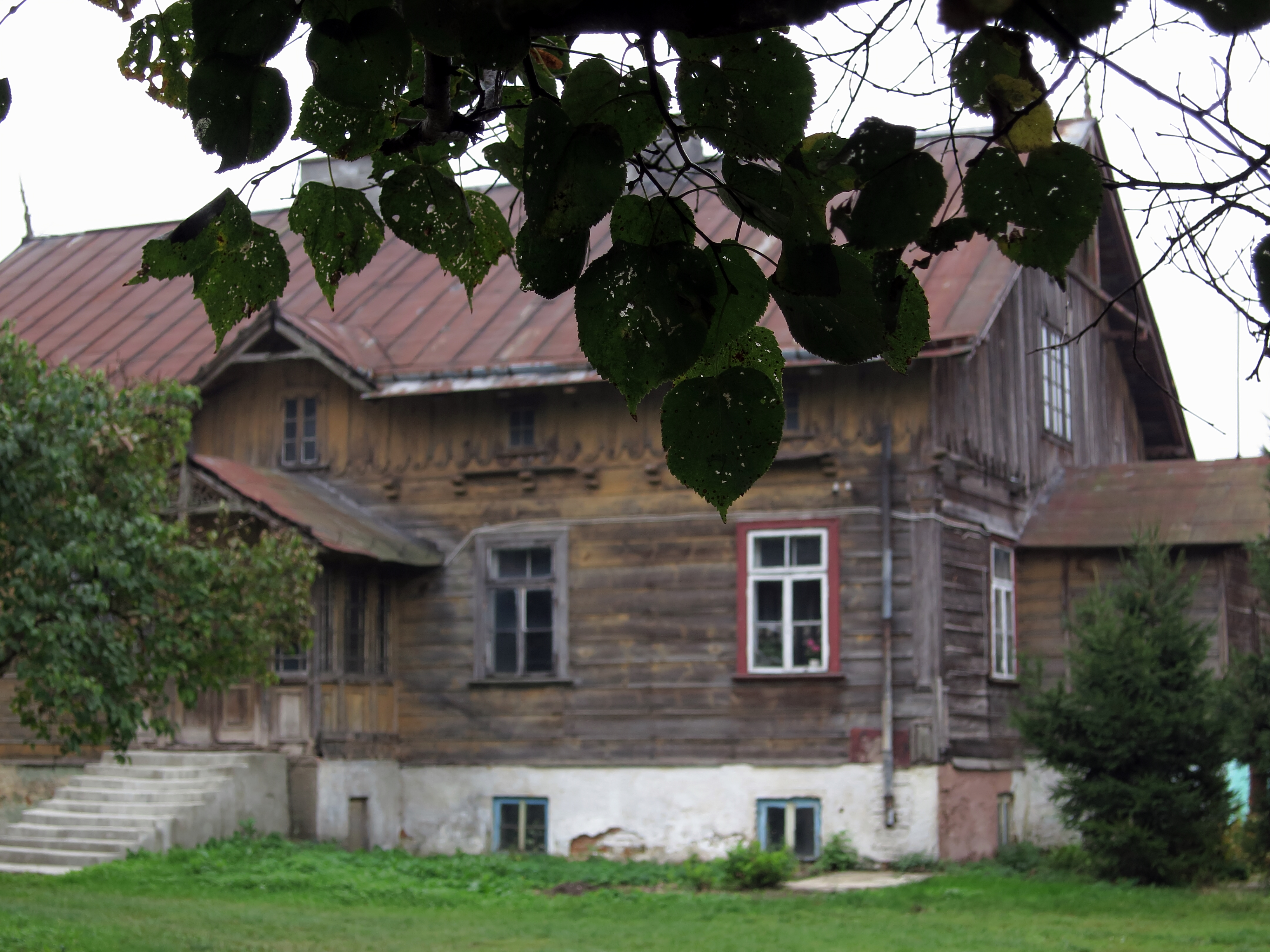
Budynek dawnej plebanii – front.

## Otoczenie
Budynek wraz z klombem, studnią z pompą żeliwną i drzewostanem przed budynkiem, a także pozostałością ogrodzenia od strony placu kościelnego został wpisany do rejestru zabytków 15 grudnia 1983 r. Na terenie posesji znajduje się dawny spichlerz z głęboką piwnicą (dawniej lodownią).